# Гросзајфен
Гросзајфен (њем. Großseifen) општина је у њемачкој савезној држави Рајна-Палатинат. Једно је од 192 општинска средишта округа Вестервалд. Према процјени из 2010. у општини је живјело 612 становника. Посједује регионалну шифру (AGS) 7143227.

## Географски и демографски подаци
Гросзајфен се налази у савезној држави Рајна-Палатинат у округу Вестервалд. Општина се налази на надморској висини од 454 метра. Површина општине износи 1,5 km². У самом мјесту је, према процјени из 2010. године, живјело 612 становника. Просјечна густина становништва износи 403 становника/km².